# Kasuga-taisha
Le Kasuga-taisha (春日大社) est un sanctuaire shinto de la ville de Nara, dans la préfecture du même nom au Japon. Établi en 768 et reconstruit plusieurs fois au cours des siècles, c'est le sanctuaire tutélaire (chinju-sha (鎮守社)) de la famille Fujiwara. L'intérieur est célèbre pour ses nombreuses lanternes de bronze, alors que l’extérieur se distingue par ses nombreuses lanternes de pierre qui mènent au monument.
Le sanctuaire de Kasuga et la forêt primitive de Kasugayama toute proche, sont enregistrés au patrimoine mondial de l’UNESCO comme faisant partie des monuments historiques de l'ancienne Nara.
Le style architectural Kasuga-zukuri prend son nom du honden (bâtiment principal) du Kasuga-taisha.
Le chemin jusqu’au Kasuga-taisha passe par le parc de Nara où des cerfs sika apprivoisés errent librement. Plus de mille lanternes en pierre longent la voie. Le jardin botanique Man'yo de Nara est adjacent au sanctuaire.

## Histoire
Les sources classiques s'accordent à placer la construction du sanctuaire en 768, mais les chercheurs actuels pensent qu'il est probable que ce sanctuaire soit plus ancien, car il est peu probable que le clan Fujiwara ait attendu aussi longtemps après la fondation de la capitale de Nara en 710 pour se doter de son propre sanctuaire tutélaire. La légende raconte que la divinité de Kasuga est arrivée sur le site actuel de Kasuga monté sur un daim blanc. C'est pourquoi aujourd'hui encore le daim est l'animal sacré du sanctuaire de Kasuga.
Ce lieu saint obtint le support impérial durant le début de l'époque de Heian. En 965, l'empereur Murakami ordonna que des messagers impériaux soient envoyés pour annoncer des événements importants au gardien kami du Japon. Ces heihaku furent initialement présentés à 16 lieux saints incluant le Tatsuta-taisha.
Au Moyen Âge, le sanctuaire est célèbre pour avoir été le théâtre d'un grand culte syncrétique. En effet, les divinités de Kasuga ont été considérées comme étant des manifestations en ce monde de certains bouddhas. Ce phénomène est typique du Moyen Âge japonais et s'appelle la thèse syncrétique du honji suijaku. À cette époque, le sanctuaire recevait l'influence du monastère bouddhiste Kōfuku, le temple tutélaire du clan Fujiwara, et pour cette raison les déités bouddhiques vénérés au Kôfuku-ji ont été perçues comme étant la source des kamis de Kasuga. Par exemple, Takemikazuchi a été considéré comme étant l'émanation du bodhisattva Kannon au lacet infaillible (Fukûkenjaku Kannon (不空羂索観音)) ou du bouddha Sakyamuni car les deux étaient les déités principales de ce monastère. Ce syncrétisme shinto-bouddhique, pourtant florissant au Moyen Âge et durant l'Époque d'Edo, disparut à l'époque de Meiji avec la persécution du bouddhisme par le nouveau gouvernement.
De 1871 à 1946, le Kasuga-taisha fut officiellement désigné un des kanpei-taisha (官幣大社), ce qui signifie qu’il était l’un des plus importants des lieux saints soutenus par le gouvernement.

## Divinités vénérées
En tant que sanctuaire tutélaire du clan Fujiwara, cet établissement vénère les divinités ancestrales du clan ainsi que leur divinités protectrices. Dans l'enceinte même du sanctuaire, il y a quatre pavillons des divinités (honden) où sont installés les quatre kamis les plus importants du sanctuaire, tandis qu'aux alentours on trouve de treize sanctuaires subsidiaires (sessha) où se trouvent des déités de moindre importance.

### Les divinités principales
Les kamis principaux du sanctuaire sont du plus au moins important : Takemikazuchi (武甕槌), originaire du sanctuaire de Kashima ; Futsunushi (経津主), originaire du sanctuaire de Katori, ainsi qu'Ame-no-koyane (天児屋根) et son épouse Himegami (比売神), originaires du sanctuaire Hiraoka. Les deux premiers kamis sont les divinités protectrices du clan Fujiwara, tandis qu'Ame-no-koyane est considéré comme étant l'ancêtre divin de cette famille. À partir du Moyen Âge, ces quatre divinités vont être parfois considérés comme étant une seule entité : Kasuga Daimyôjin (春日大明神).

### Les divinités secondaires
En dehors de l'enceinte du sanctuaire, il existe treize sanctuaires subsidiaires qui abritent d'autres divinités qui font partie du culte de Kasuga. La plus importante de ces divinités est sans conteste Ame-no-oshikumone vénéré au sanctuaire subsidiaire Wakamiya, qui est considéré comme étant le fils d'Ame-no-koyane et de Himegami. La deuxième divinité la plus importante est Enomoto qui est selon la légende le kami qui habitait sur le site de Kasuga avant l'arrivée des quatre divinités principales.

## Galerie

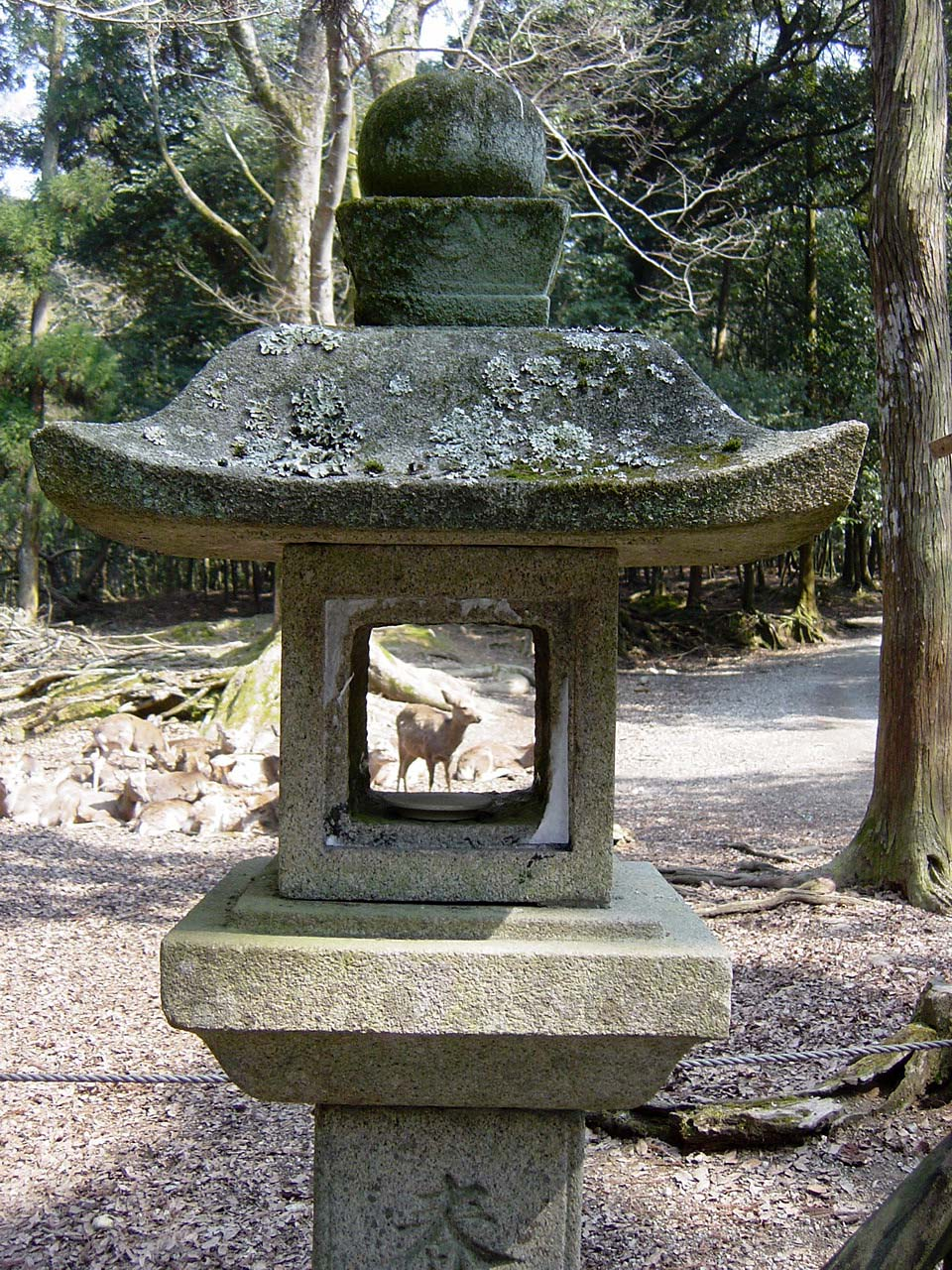
Lanterne de pierre menant au sanctuaire encadrant un cerf du parc de Nara.
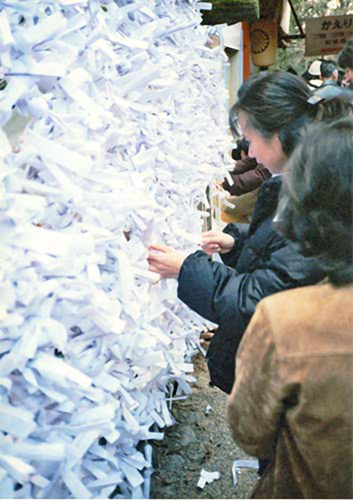
Choix d'omikuji au sanctuaire de Kasuga.
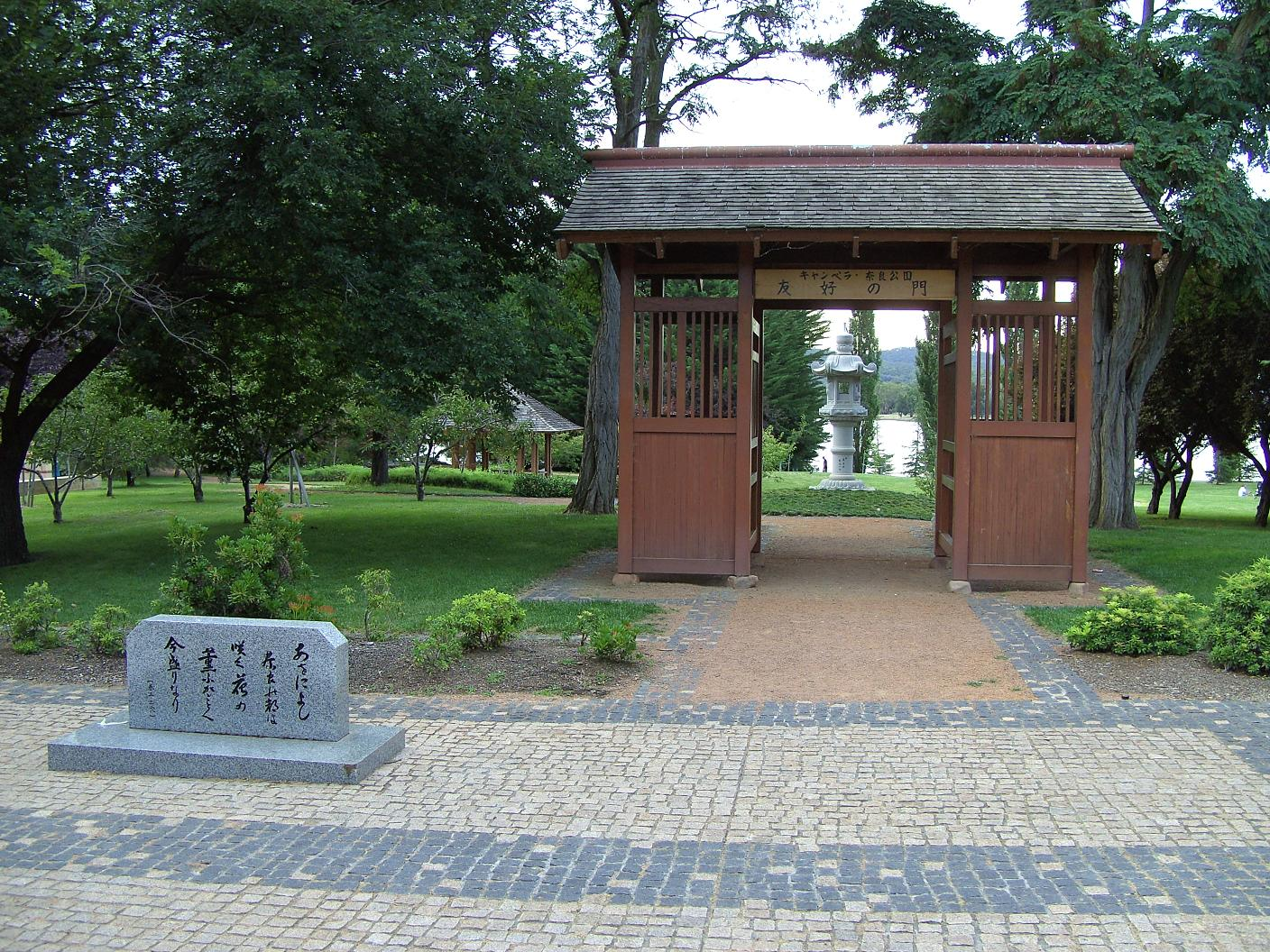
Lanterne de pierre de Kasuga offerte en 1997 à la ville sœur de Nara, Canberra.
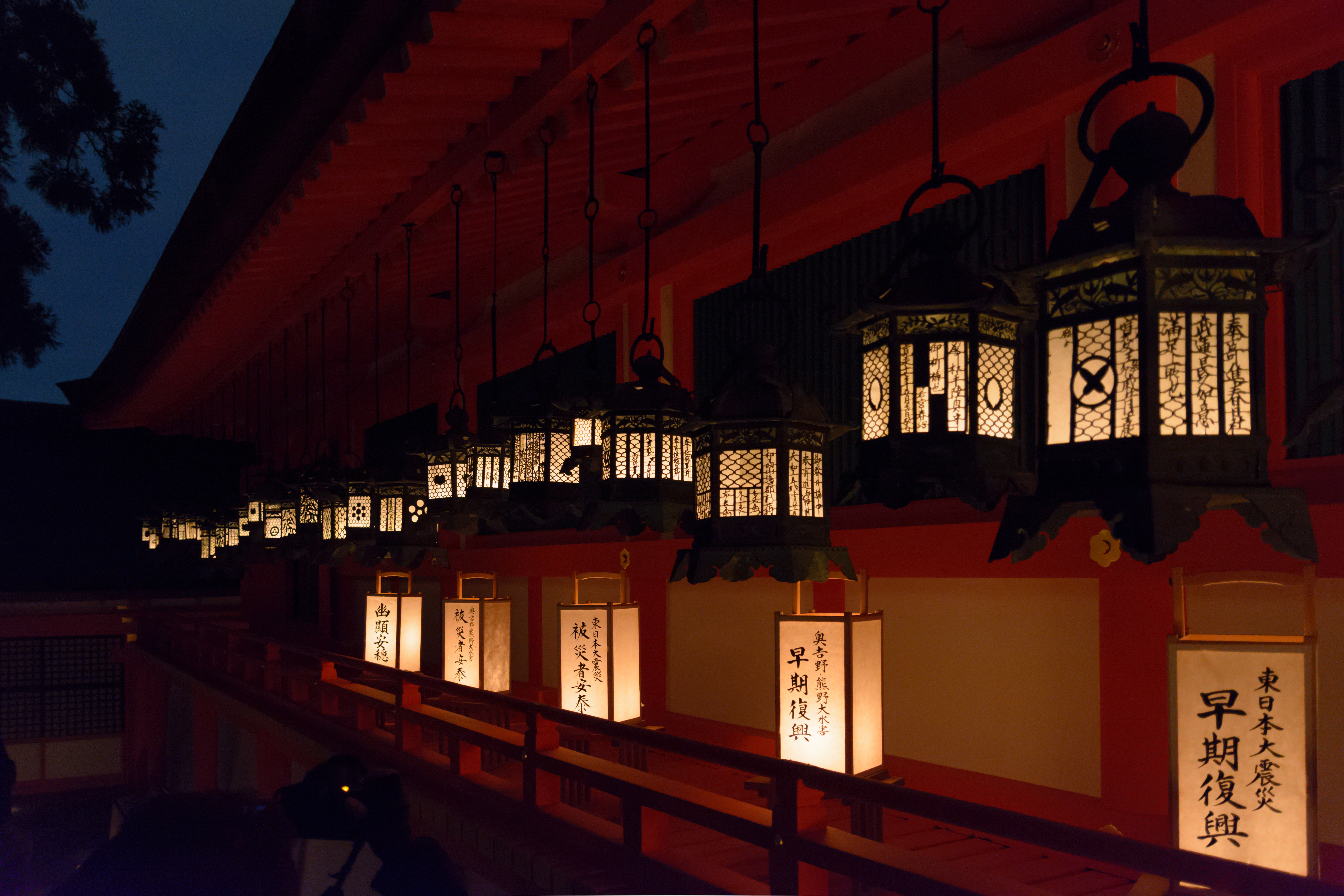
Les lanternes suspendues et andon au Setsubun mantoro à Kasuga-Taisha. Il existe des prières spéciales destinées à la reconstruction et la paix pour les victimes du séisme de 2011 de la côte Pacifique du Tōhoku et les dommages causés par les inondations dues à la tempête tropicale Talas.
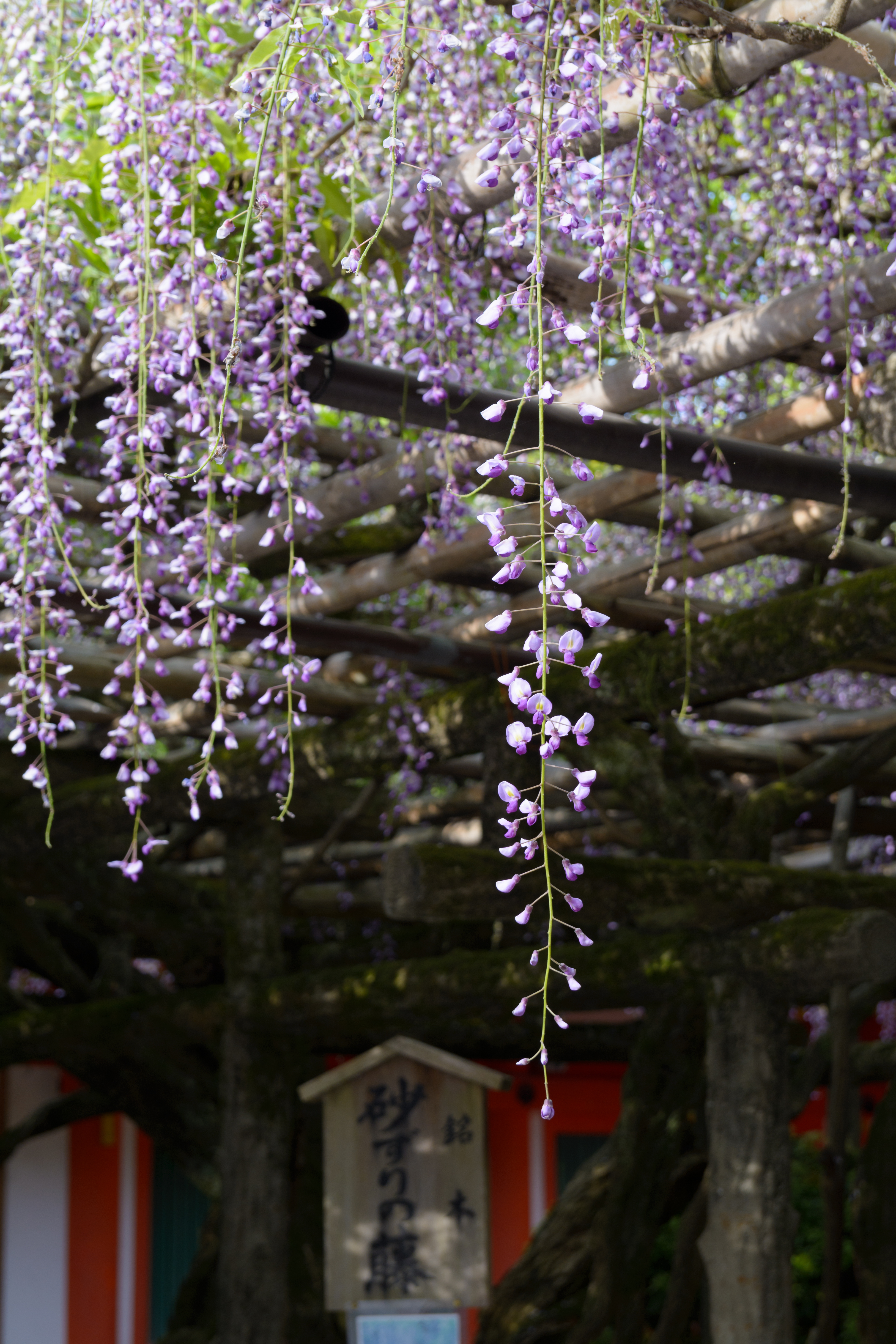
Sunazuri-no-fuji, la fleur de glycine célèbre.

## Festivals
Durant les festivals de Setsubun mantoro (du 2 au 4 février) et de Obon Mantoro (du 14 au 15 août), les milliers de lanternes du Kasuga-taisha sont toutes allumées en même temps.
Le 13 mars se déroule le Kasuga matsuri (le festival du singe) où sont présentées des danses gagaku et bugaku.

## La forêt primitive de Kasugayama
La forêt primitive de Kasugayama est une forêt vierge d'environ 250 ha située près du sommet du mont Kasuga (498 m), au versant ouest duquel se dresse le sanctuaire. Elle abrite 175 types d'arbres, 60 espèces d'oiseaux et 1 180 espèces d'insectes.